# آنینگکو
آنینگکو (به لاتین: Anningqu) یک شهرک در جمهوری خلق چین است که در Xinshi District واقع شده‌است. آنینگکو ۲۸ کیلومتر مربع مساحت و ۱۰٬۵۵۴ نفر جمعیت دارد.